# Bossangoa
Bossangoa  este un oraș  în partea de vest a Republicii Centrafricane, pe Ouham. Este reședința prefecturii  Ouham.